# Szél fúj a Holdon
A Szél fúj a Holdon Eric Linklater skót író 1944-ben kiadott klasszikus ifjúsági regénye.

## Keletkezése
Linklater a katonaságnál őrnagyként szolgált, és egy szolgálati szabadsága alatt két lányára kellett vigyázzon, míg felesége újszülött fiukkal foglalkozott. Nekik találta ki és mondta el legelőször Dinah és Dorinda történetét, melyet később regénnyé bővített.
Legelőször 1944-ben jelent meg; magyar fordításban (Törék Margit, Móra) pedig 1975-ben.

## Cselekménye
A regény egy testvérpárról szól: a kamasz Dinah és Dorinda egy kis angol faluban, Midmeddlecumban élnek a második világháború alatt. Bár igyekeznek jól viselkedni, ez nem mindig sikerül, ezen felül unalmukban mindenféle csínyt követnek el (például isznak egy boszorkány főzetéből és kenguruvá változnak, minek eredményeként állatkertbe zárják őket). Apjuk, Palfrey őrnagy szerint a gyermekek rossz viselkedése annak köszönhető, hogy „szél fúj a holdon, mert olyankor a gyerekek szívébe is belefú, és minden haszontalanságra képessé teszi őket”.
Mikor apjuk a zsarnok Hulagu Blootnak, Bombardia diktátorának a fogságába esik (amelyeket Hitlerről illetve a náci Németországról mintáztak), visszaváltoznak emberré és elindulnak hogy kimentsék őt. Hozzájuk szegődik tanáruk, Casimir Corvo, és az állatkertből szintén kiszabadult puma és sólyom. Számos kaland után eljutnak Bombardiába, megölik a diktátort és kiszabadítják apjukat. Mágikus útitársaik viszont vagy meghalnak a végső összecsapásban, vagy végleg elbúcsúznak tőlük, és ez arra is utal, hogy felnőve a lányok életének varázslatos része véget ér.

## Fogadtatása
Elnyerte a Carnegie-díjat (1944), és rákerült a brit 1001 Children's Books You Must Read Before You Grow Up listára.
A Guardian méltatása szerint „nagyon sok sötétség van a könyvben, de ez védő, barátságos, átlényegítő sötétség, melyben a merészek jutalomra számíthatnak. A Szél fúj a Holdon egy háborús könyv, és hangsúlyt fektet azokra a dolgokra, melyek a háború alatti Nagy-Britanniában hiányoztak vagy veszélyben voltak, például élelem, szabadság, szórakozás. Ennek ellenére nem az adott kor foglya, és élvezetes olvasni, ahogy Linklater váltogatja a fantasztikus elemeket a mesebelivé változó hétköznapokkal”.
A Saturday Review olyan klasszikusnak tekinti, amelynek méltó helye van a Szél lengeti a fűzfákat, Alice Csodaországban, vagy A dzsungel könyve mellett.
A Boston Globe szerint a könyv nem csak gyermekeket szórakoztat kalandos cselekményével, hanem felnőttek számára is élvezetet nyújt finom szatírájának köszönhetően.
Több írót, rajzolót, zenészt megihletett, például Kent, Laura Trenter, Per Åhlin, Ulf Stark.